# Associazione Calcio Marzotto 1960-1961
Questa pagina raccoglie le informazioni riguardanti l'Associazione Calcio Marzotto nelle competizioni ufficiali della stagione 1960-1961.

## Rosa
| N. |                     | Ruolo | Calciatore               |
| -- | ------------------- | ----- | ------------------------ |
|    | Italia (bandiera)   | C     | Ubaldo Bancaro           |
|    | Italia (bandiera)   | A     | Livio Busato             |
|    | Italia (bandiera)   | D     | Francesco Carta          |
|    | Italia (bandiera)   | D     | Aldo Danieli             |
|    | Italia (bandiera)   | P     | Giorgio De Rossi         |
|    | Italia (bandiera)   | A     | Amalio Ferrarese         |
|    | Italia (bandiera)   | C     | Igino Gratignato         |
|    | Italia (bandiera)   | A     | Amerigo Guiotto          |
|    | Italia (bandiera)   | D     | Gian Battista Magaraggia |
|    | Italia (bandiera)   | P     | Claudio Mantovani        |
|    | Italia (bandiera)   | P     | Roberto Mantovani        |
|    | Ungheria (bandiera) | A     | István Nyers             |
|    | Italia (bandiera)   | C     | Benito Novello           |

| N. |                   | Ruolo | Calciatore             |
| -- | ----------------- | ----- | ---------------------- |
|    | Italia (bandiera) | A     | Giandomenico Orio      |
|    | Italia (bandiera) | A     | Armando Pagura         |
|    | Italia (bandiera) | A     | Romolo Peronato        |
|    | Italia (bandiera) | C     | Attilio Porra          |
|    | Italia (bandiera) | C     | Luciano Redegalli      |
|    | Italia (bandiera) | A     | Angelo Ruffinoni       |
|    | Italia (bandiera) | C     | Neri Sacchiero         |
|    | Italia (bandiera) | C     | Francesco Salvador     |
|    | Italia (bandiera) | A     | Gianfranco Scaldaferro |
|    | Italia (bandiera) | A     | Giampiero Schiavo      |
|    | Italia (bandiera) | A     | Silvio Smersy          |
|    | Italia (bandiera) | A     | Vitaliano Temellin     |
|    | Italia (bandiera) | D     | Gianni Tibaldo         |

## Risultati

### Campionato

#### Girone di andata
| 25 settembre 1960 1ª giornata | Genoa | 1 – 2 | Marzotto Valdagno |  |

| 2 ottobre 1960 2ª giornata | Marzotto Valdagno | 0 – 1 | Sambenedettese |  |

| 9 ottobre 1960 3ª giornata | Parma | 3 – 0 | Marzotto Valdagno |  |

| 16 ottobre 1960 4ª giornata | Marzotto Valdagno | 1 – 0 | Alessandria |  |

| 23 ottobre 1960 5ª giornata | Ozo Mantova | 3 – 0 | Marzotto Valdagno |  |

| 30 ottobre 1960 6ª giornata | Catanzaro | 4 – 0 | Marzotto Valdagno |  |

| 6 novembre 1960 7ª giornata | Marzotto Valdagno | 1 – 1 | Messina |  |

| 1º settembre 1991 8ª giornata | Marzotto Valdagno | 2 – 0 | Palermo |  |

| 20 novembre 1960 9ª giornata | Novara | 2 – 1 | Marzotto Valdagno |  |

| 27 novembre 1960 10ª giornata | Prato | 1 – 0 | Marzotto Valdagno |  |

| 9 dicembre 1984 11ª giornata | Marzotto Valdagno | 1 – 1 | Pro Patria |  |

| 11 dicembre 1960 12ª giornata | Verona | 5 – 3 | Marzotto Valdagno |  |

| 18 dicembre 1960 13ª giornata | Marzotto Valdagno | 0 – 1 | Reggiana |  |

| 25 dicembre 1960 14ª giornata | Triestina | 0 – 0 | Marzotto Valdagno |  |

| 1º gennaio 1961 15ª giornata | Venezia | 2 – 1 | Marzotto Valdagno |  |

| 8 gennaio 1961 16ª giornata | Marzotto Valdagno | 1 – 4 | Brescia |  |

| 15 gennaio 1961 17ª giornata | Marzotto Valdagno | 3 – 0 | Foggia & Incedit |  |

| 22 gennaio 1961 18ª giornata | Simmenthal-Monza | 3 – 0 | Marzotto Valdagno |  |

| 29 gennaio 1961 19ª giornata | Marzotto Valdagno | 1 – 0 | Como |  |

#### Girone di ritorno
| 5 febbraio 1961 20ª giornata | Marzotto Valdagno | 0 – 2 | Genoa |  |

| 12 febbraio 1961 21ª giornata | Sambenedettese | 2 – 0 | Marzotto Valdagno |  |

| 19 febbraio 1961 22ª giornata | Marzotto Valdagno | 0 – 2 | Parma |  |

| 26 febbraio 1961 23ª giornata | Alessandria | 0 – 0 | Marzotto Valdagno |  |

| 5 marzo 1961 24ª giornata | Marzotto Valdagno | 1 – 1 | Ozo Mantova |  |

| 12 marzo 1961 25ª giornata | Marzotto Valdagno | 0 – 0 | Catanzaro |  |

| 19 marzo 1961 26ª giornata | Messina | 2 – 0 | Marzotto Valdagno |  |

| 26 marzo 1961 27ª giornata | Palermo | 2 – 1 | Marzotto Valdagno |  |

| 2 aprile 1961 28ª giornata | Marzotto Valdagno | 2 – 2 | Novara |  |

| 9 aprile 1961 29ª giornata | Marzotto Valdagno | 0 – 1 | Prato |  |

| 16 aprile 1961 30ª giornata | Pro Patria | 3 – 0 | Marzotto Valdagno |  |

| 23 aprile 1961 31ª giornata | Marzotto Valdagno | 1 – 1 | Verona |  |

| 30 aprile 1961 32ª giornata | Reggiana | 4 – 1 | Marzotto Valdagno |  |

| 7 maggio 1961 33ª giornata | Marzotto Valdagno | 2 – 2 | Triestina |  |

| 11 maggio 1961 34ª giornata | Marzotto Valdagno | 0 – 2 | Venezia |  |

| 14 maggio 1961 35ª giornata | Brescia | 3 – 0 | Marzotto Valdagno |  |

| 21 maggio 1961 36ª giornata | Foggia & Incedit | 4 – 1 | Marzotto Valdagno |  |

| 28 maggio 1961 37ª giornata | Marzotto Valdagno | 1 – 3 | Simmenthal-Monza |  |

| 4 giugno 1961 38ª giornata | Como | 1 – 1 | Marzotto Valdagno |  |